# أبو حمزة (اسم)
أبو حمزة هو اسم علم مذكر من أصل عربي، وهو اسم مركب من أبو وحمزة، ومعنى الحمزة: الأَسدُ؛ لشدَّته وصَلابته، وهو لقب وكنية تُطلق على عدّة أشخاص: 

## أسماء
- أبو حمزة ربيعة.
- أبو حمزة الثمالي، تابع لعلي الرضا.
- أبو حمزة القرشي المتحدث الرسمي السابق لمنظمة داعش
- أبو حمزة المتحدث الرسمي السرايا القدس
- أبو حمزة العامري من شعراء الجزيرة العربية
- أبو حمزة السكري محدث من الثقات
- أبو حمزة البغدادي البزاز احد علماء اهل السنة في بغداد
- أبو حمزة الخراساني احد علماء اهل السنة في خراسان
- أبو حمزة المختار احد زعماء الخوارج

## ألقاب
- أبو حمزة المصري.
- أبو حمزة المهاجر.
- أبو حمزة الخارجي.